# Арендт, Теодор
Фёдор Иванович Арендт (нем. Teodor Arendt; род. 1755, Москва, ум. 1797) — русский врач немецкого происхождения.

## Биография
Фёдор Иванович родился в 1755 году в семье Иоганна Арендта.
Его отец, «лютеранин и мастер медных дел», был родом из Пруссии, откуда он приехал в Москву в первой половине XVIII века; позднее он принял российское подданство.
По воле главы семейства в возрасте девяти лет (1764) он был принят от роду лекарским учеником «на своём коште» в хирургическую школу при Московском Генеральном госпитале. Спустя два года, в 1766 году Фёдор работал помощником лекаря при этом госпитале и получал скромный ученический оклад.
Арендт участвовал в походе 1774 года по усмирению мятежа Пугачёва, который возглавлял генерал-поручик Александр Васильевич Суворов[уточнить]. Летом 1776 года он окончил медицинское образование и поступил на военную службу (в военно-медицинское ведомство). Некоторое время он служил в Оренбурге, оттуда был переведён штаб-лекарем в Казанский адмиралтейский госпиталь в Казани.
В 1786 году в его семье родился сын Николай Арендт, будущий лейб-медик императора.
Позже Фёдор Иванович вместе с семьёй переехал в Ревель, где работал врачом при полиции. 
Впоследствии он отправился в Москву, где тоже стал работать на должности штабс-лекаря
В этом городе 22 февраля (3 марта) 1801 года открылось московское отделение Императорской медико-хирургической академии. Его сын Николай Арендт был зачислен в это учебное заведение одним из первых учеников и успешно в нём учился.
Фёдор Иванович Арендт умер в 1797 году.

## Семья
- сын Николай Фёдорович Арендт (1785, Казань − 14.10.1859, С.-Петербург) — крупный врач-практик, хирург. С 1829 года — лейб-медик Николая I, облегчал страдания А. С. Пушкина после дуэли с Дантесом.
  -     - праправнук Арендт, Андрей Андреевич (1890—1965) — врач, профессор медицины, основоположник детской хирургии
- Павел Фёдорович Арендт
- Наталья Фёдоровна Арендт (?—1873)
- сын Андрей Федорович Арендт (1795—1862) — штаб-лекарь, действительный статский советник
  - внук Арендт, Николай Андреевич (1833—1893) — врач, общественный деятель, первопроходец отечественного воздухоплавания
    -       - внучка Николая Андреевича Арендт, Ариадна Александровна (1906—1997) — скульптор, график.
      - внучка Николая Андреевича Арендт, Нина Константиновна (1902—1999) — советский селекционер плодовых культур, лауреат Сталинской премии.